# Rogelio Hernández
Rogelio Hernández Gaspar (Barcelona, 25 de diciembre de 1930 - 31 de diciembre de 2011) fue un actor y director de doblaje español, decano en el sector de Barcelona. Se inició en el oficio en 1953, alternando el doblaje y las tablas. y, en 1960, se trasladó de manera definitiva a Barcelona, donde fue contratado por los estudios Voz de España.

## Biografía
Uno de sus primeros papeles importantes fue el de doblar a Jeffrey Hunter en el clásico de John Ford Centauros del desierto, doblada en Madrid, en la época en que Rogelio residió allí. 
En la década de los 60 Rogelio sería el idóneo y el más solicitado para doblar a actores de la talla de Marlon Brando, Paul Newman, Michael Caine o Jack Lemmon, actores a los que Rogelio seguiría doblando durante las décadas siguientes, especialmente los tres primeros. Además redoblaría a actores como Errol Flynn, Cary Grant y Montgomery Clift.
En las décadas de  1970 y 1980, además de doblar a Caine, Brando y Newman, presta su voz a secundarios, como Bruce Dern, Roy Scheider, James Caan o Robert Duvall. Destaca su doblaje de Peter Sellers, el cómico inspector Clouseau en la saga La Pantera Rosa.
En 1981 comienza a doblar a Jack Nicholson en el thriller de cine negro dirigido por Bob Rafelson El cartero siempre llama dos veces, convirtiéndose así en otro de sus actores habituales hasta su retiro (le dobló en 18 ocasiones).
También fue la voz en castellano del célebre asesino en serie "Escorpión", encarnado por Andrew Robinson en el thriller de 1971 Harry el sucio, de Don Siegel y protagonizada por Clint Eastwood.
La lista de los actores que prestó habitualmente su voz, es larguísima: Marlon Brando, Michael Caine, Paul Newman, Jack Nicholson, Gene Wilder, Bruce Dern, Jean-Paul Belmondo, Peter O'Toole, Cary Grant, James Caan, Robert Duvall, John Cassavetes, Montgomery Clift, John Cleese, Tony Curtis, James Cromwell, Vittorio Gassman, Burt Reynolds, Giuliano Gemma, Giancarlo Giannini, Jack Lemmon, Richard Harris, Klaus Kinski, Martin Landau, Oliver Reed, Peter Sellers, Roy Scheider, George Segal, Harry Dean Stanton y Don Stroud, 
El 1 de febrero de 1986 Rogelio Hernández fue homenajeado en Barcelona en la ceremonia de los Atriles de oro de La gran Noche del doblaje, donde recibió un premio por toda su carrera. En 2007, tras graves problemas de visión, Rogelio se retiró del doblaje después de haber intervenido en los doblajes de más de 1500 películas. Falleció en 2011, a los 81 años de edad, como consecuencia de un cáncer de riñón.
Rogelio fue, además de actor, director de doblaje, sobre todo en los estudios Voz de España y Sonoblok. En estos últimos dirigió, entre otros, los doblajes de Yentl, Regreso al Futuro y El Nombre de la Rosa. 
Su esposa, Rosa Guiñón (1932-2022) también se dedicaba al doblaje, su hija, Rosa María Hernández, se sigue dedicando al doblaje, y uno de sus nietos, Jose Luis Ariño, se dedica al doblaje en la modalidad de adaptador de diálogos. 

## Número de doblajes de actores más conocidos
- Voz habitual de Michael Caine (en 42 películas) de 1964 a 2007.
- Voz habitual de Paul Newman (en 27 películas) de 1962 a 2006.
- Voz habitual de Marlon Brando (en 21 películas) de 1961 a 2002.
- Voz habitual de Jack Nicholson (en 18 películas) de 1981 a 2004.
- Voz habitual de James Caan (en 16 películas) de 1974 a 2007.
- Voz habitual de Burt Reynolds (en 15 películas) de 1976 a 2001.
- Voz habitual de Jean-Paul Belmondo (en 14 películas) de 1962 a 1995.
- Voz habitual de Robert Duvall (en 14 películas) de 1964 a 2000.
- Voz habitual de Bruce Dern (en 12 películas) de 1964 a 2004.
- Voz habitual de Richard Harris (en 12 películas) de 1971 a 2001.
- Voz habitual de Peter Sellers (en 12 películas) de 1966 a 1982.
- Voz habitual de Peter O'Toole (en 11 películas) de 1964 a 1998.
- Voz habitual de Tony Curtis (en 10 películas) de 1963 a 1998.

## Selección de doblajes
| Actor original         | Título                                                | Personaje                        | Año  |
| ---------------------- | ----------------------------------------------------- | -------------------------------- | ---- |
| Andrew Robinson        | Harry el sucio                                        | Escorpión                        | 1971 |
| Anthony Hopkins        | El bunker                                             | Adolf Hitler                     | 1981 |
| Cary Grant             | Sospecha (doblaje 1974)                               | Johnnie Aysgarth                 | 1940 |
| Dean Martin            | Aeropuerto                                            | Vernon Demarest                  | 1970 |
| Donald Moffat          | Peligro inminente                                     | Presidente Bennett               | 1994 |
| Dustin Hoffman         | John y Mary                                           | John                             | 1970 |
| Gene Wilder            | Un mundo de fantasia                                  | Willy Wonka                      | 1971 |
| Gene Wilder            | El jovencito Frankenstein                             | Dr. Frederick Frankenstein       | 1974 |
| Gene Wilder            | La mujer de rojo                                      | Theodore Pierce                  | 1984 |
| George Kennedy         | Aeropuerto 77                                         | Joe Patroni                      | 1977 |
| Harry Belafonte        | Atrapado                                              | Thaddeus Thomas                  | 1995 |
| Harry Dean Stanton     | Alien, el octavo pasajero                             | Brett                            | 1979 |
| Ian Holm               | El quinto elemento                                    | Sacerdote Vito Cornelius         | 1997 |
| Jack Lemmon            | El apartamento                                        | C.C. Baxter                      | 1960 |
| Jack Lemmon            | Días de vino y rosas                                  | Joe Clay                         | 1962 |
| Jack Lemmon            | Aquí un amigo                                         | Victor Clooney                   | 1981 |
| Jack Lemmon            | Desaparecido                                          | Ed Horman                        | 1982 |
| Jack Nicholson         | El cartero siempre llama dos veces                    | Frank Chambers                   | 1981 |
| Jack Nicholson         | La frontera                                           | Charlie Smith                    | 1981 |
| Jack Nicholson         | La fuerza del cariño                                  | Garrett Breedlove                | 1983 |
| Jack Nicholson         | Se acabó el pastel                                    | Mark Forman                      | 1986 |
| Jack Nicholson         | Las brujas de Eastwick                                | Daryl Van Horne                  | 1987 |
| Jack Nicholson         | Al filo de la noticia                                 | Bill Rorish                      | 1987 |
| Jack Nicholson         | Batman                                                | Jack Napier / Joker              | 1989 |
| Jack Nicholson         | The two Jakes                                         | Jake Gittes                      | 1990 |
| Jack Nicholson         | Lobo                                                  | Will Randall                     | 1994 |
| Jack Nicholson         | Cruzando la oscuridad                                 | Freddy Gale                      | 1995 |
| Jack Nicholson         | Sangre y vino                                         | Alex Gates                       | 1996 |
| Jack Nicholson         | La fuerza del cariño: la historia continúa            | Garrett Breedlove                | 1996 |
| Jack Nicholson         | Mars Attacks!                                         | Presidente James Dale / Art Land | 1996 |
| Jack Nicholson         | Mejor... imposible                                    | Melvin Udall                     | 1997 |
| Jack Nicholson         | El juramento                                          | Jerry Black                      | 2001 |
| Jack Nicholson         | A propósito de Schmidt                                | Warren Schmidt                   | 2002 |
| Jack Nicholson         | Ejecutivo agresivo                                    | Dr. Buddy Rydell                 | 2003 |
| Jack Nicholson         | Cuando menos te lo esperas                            | Harry Sanborn                    | 2003 |
| James Caan             | Permiso para amar hasta medianoche                    | John Baggs Jr.                   | 1973 |
| James Caan             | Funny Lady                                            | Billy Rose                       | 1975 |
| James Caan             | Ladrón                                                | Frank                            | 1981 |
| James Caan             | Lobos universitarios                                  | Entrenador Sam Winters           | 1993 |
| James Caan             | Eraser                                                | Robert DeGuerin                  | 1996 |
| James Caan             | Secuestro infernal                                    | Joe Sarno                        | 2000 |
| James Caan             | La ciudad de los fantasmas                            | Marvin                           | 2003 |
| James Caan             | Elf                                                   | Walter Hobbs                     | 2003 |
| James Cromwell         | La milla verde                                        | Alcaide Harold "Hal" Moores      | 1999 |
| James Cromwell         | Pánico nuclear                                        | Presidente Robert Fowler         | 2002 |
| Jean Paul Belmondo     | El Solitario                                          | Stan Jalard                      | 1987 |
| Jean-Louis Trintignant | Tres colores: Rojo                                    | Joseph Kern                      | 1994 |
| Joe Spinell            | Maniac                                                | Frank Zito                       | 1980 |
| John Cazale            | El cazador                                            | Stan                             | 1978 |
| John Cleese            | Un pez llamado Wanda                                  | Archibald Leach                  | 1988 |
| John Cleese            | Criaturas feroces                                     | Rollo Lee                        | 1997 |
| John Cleese            | Forasteros en Nueva York                              | Sr. Mersault                     | 1999 |
| John Cleese            | Ratas a la carrera                                    | Donald Sinclair                  | 2001 |
| John Cleese            | Esto no es un atraco                                  | Charles Merchant                 | 2003 |
| John Cleese            | Diario de un ejecutivo agresivo                       | Dr. Primkin                      | 2006 |
| Jon Finch              | Frenesí                                               | Richard Blaney                   | 1972 |
| Joseph Mascolo         | Tiburón 2                                             | Len Peterson                     | 1978 |
| Karlheinz Böhm         | El fotógrafo del pánico                               | Mark Lewis                       | 1960 |
| Kris Kristofferson     | Ha nacido una estrella                                | John Norman Howard               | 1976 |
| Leslie Nielsen         | Creepshow                                             | Richard Vickers                  | 1982 |
| Marlon Brando          | El último tango en París                              | Paul                             | 1972 |
| Martin Landau          | Pinocho, la leyenda                                   | Geppetto                         | 1996 |
| Michael Caine          | La batalla de Inglaterra                              | Jefe de escuadrón Canfield       | 1969 |
| Michael Caine          | Evasión o victoria                                    | Capitán John Colby               | 1981 |
| Michael Caine          | Las normas de la casa de la sidra                     | Dr. Wilbur Larch                 | 1999 |
| Michael Pataki         | Rocky IV                                              | Nicoli Koloff                    | 1985 |
| Montgomery Clift       | ¿Vencedores o vencidos?                               | Rudolph Petersen                 | 1961 |
| Nick Nolte             | Abismo                                                | David Sanders                    | 1977 |
| Omar Sharif            | Top Secret!                                           | Cedric                           | 1984 |
| Orestes Matacena       | La máscara                                            | Niko                             | 1994 |
| Patrick McGoohan       | Fuga de Alcatraz                                      | Alcaide                          | 1979 |
| Paul Newman            | Dos hombres y un destino                              | Butch Cassidy                    | 1969 |
| Paul Newman            | El golpe                                              | Henry Gondorff                   | 1973 |
| Paul Newman            | Camino a la perdición                                 | John Rooney                      | 2002 |
| Paul Shenar            | Scarface: El precio del poder                         | Alejandro Sosa                   | 1983 |
| Peter Sellers          | ¿Qué tal, Pussycat?                                   | Fritz Fassbender                 | 1965 |
| Peter Sellers          | El regreso de la pantera rosa                         | Inspector Jacques Clouseau       | 1975 |
| Peter Sellers          | La pantera rosa ataca de nuevo                        | Inspector Jacques Clouseau       | 1976 |
| Peter Sellers          | La venganza de la pantera rosa                        | Inspector Jacques Clouseau       | 1978 |
| Peter Sellers          | Tras la pista de la pantera rosa                      | Inspector Jacques Clouseau       | 1982 |
| Peter O'Toole          | Becket                                                | Enrique II de Inglaterra         | 1964 |
| Richard Harris         | Cromwell                                              | Oliver Cromwell                  | 1970 |
| Robert Conrad          | Un padre en apuros                                    | Oficial Alexander Hummell        | 1996 |
| Robert De Niro         | Enamorarse                                            | Frank Raftis                     | 1984 |
| Robert Duvall          | El sexto día                                          | Dr. Griffin Weir                 | 2000 |
| Robert Redford         | Los tres días del Cóndor                              | Joseph Turner                    | 1975 |
| Robert Redford         | Brubaker                                              | Henry Brubaker                   | 1980 |
| Roy Scheider           | Confesiones de una modelo                             | Mark                             | 1970 |
| Roy Scheider           | The French Connection (contra el imperio de la droga) | Buddy "Claudy" Russo             | 1971 |
| Roy Scheider           | Los implacables, patrulla especial                    | Buddy Manucci                    | 1973 |
| Roy Scheider           | Marathon Man                                          | Doc Babington                    | 1976 |
| Roy Scheider           | Carga maldita (doblaje original)                      | Jackie Scanlon                   | 1977 |
| Roy Scheider           | Secretos indiscretos                                  | Cavanaugh                        | 1986 |
| Roy Scheider           | Citizen Verdict (Justícia en directo)                 | Bull Tyler                       | 2003 |
| Tony Curtis            | Con faldas y a lo loco                                | Joe                              | 1959 |
| Werner Bruhns          | Novecento                                             | Ottavio Berlinghieri             | 1978 |
| Jeremy Brett           | My Fair Lady                                          | Freddie Eyndsfordhill            | 1964 |

## En la cultura popular
Rogelio Hernández es homenajeado en la novela de ciencia ficción Lucía y las sombras de la muerte (ISBN 9798320357829), ya que se le menciona varias veces como la voz en off del ficticio canal Cine Dorado.